# Mellom Skogkledde Aaser
Albums de Kampfar
Kampfar
(1994) Fra Underverdenen
(1999)
Mellom Skogkledde Aaser est le premier album studio du groupe de Folk/Black metal norvégien Kampfar. L'album est sorti en 1997 sous le label Napalm Records.

## Musiciens
- Dolk : Chant
- Thomas : Guitare, Batterie
- Jon Bakker : Basse

## Liste des morceaux
1. Intro
2. Baldogg
3. Balgalderkvad
4. Kledd I Brynje Og..
5. Hymne
6. Bukkeferd
7. Naglfar / Ragnarok